# Rómulo Silvio

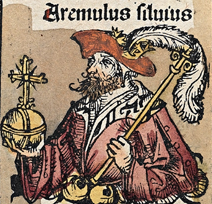
Rómulo Silvio en las Crónicas de Núremberg

Rómulo Silvio (se dice que reinó entre 873 y 854 a. C.) fue un rey de Alba Longa y descendiente de Eneas. También fue conocido como Aremulus o Alladius.
Se dice que Rómulo Silvio fue un gobernante malvado, y que fingió saber cómo hacer truenos para asustar a sus súbditos y lograr que lo adoraran como a un dios. Murió en medio de una tormenta con lluvias torrenciales.
| Predecesor: Agripa | Rey de Alba Longa 873 - 854 a. C. | Sucesor: Aventino |